# NGC 494
NGC 494 (другие обозначения — UGC 919, MCG 5-4-34, ZWG 502.57, IRAS01201+3254, PGC 5035) — спиральная галактика (морфологический тип по Хабблу Sab) в созвездии Рыб.
Описывается Дрейером как «очень тусклый, весьма большой объект вытянутой формы». Дрейер обратил внимание, что южнее этого объекта имеются три тусклые звезды.
Принадлежит к группе галактик NGC 507. NGC 494 описывается как очень тусклая, весьма вытянутая (в отношении 3 к 1) и имеющая яркое ядро. Помимо NGC 507, в группу также входят NGC 495, NGC 496, NGC 498, NGC 501, NGC 503, NGC 504 и NGC 508.
Этот объект входит в число перечисленных в оригинальной редакции «Нового общего каталога».